# Deutsche Phono-Akademie
De Deutsche Phono-Akademie e. V., gevestigd in Berlijn, is een belangenorganisatie van de geluidsdragerindustrie. Het ziet zichzelf als een cultureel instituut van de Duitse muziekindustrie.

## Geschiedenis
De academie werd opgericht op 27 september 1973  door 18 platenmaatschappijen van de Federale Vereniging van de Phonografische Industrie in West-Berlijn.
Ter gelegenheid van de 100ste verjaardag van de plaat in 1987 richtte de Deutsche Phono-Akademie de Emil Berliner Foundation op om jonge musici te promoten.

### Bestuur
Het College van Bestuur bestaat uit (per april 2014):
- Dieter Gorny (voorzitter)
- Philip Ginthoor, CEO Sony Music GSA
- Frank Briegmann, president Central Europe Universal Music Group
- Bernd Dopp, voorzitter en CEO van Warner Music Central Europe
- Konrad von Löhneysen, bedrijfsleider Embassy of Music GmbH, woordvoerder van de buitengewone leden

De huidige bestuursleden zijn medewerkers van de commerciële muziekindustrie. Een esthetische onafhankelijkheid wordt niet gegeven. De besliscriteria worden niet gepubliceerd. De samenstelling van de jury voor de Echo Klassik-prijs werd meestal niet bekend gemaakt, maar de jury (per april 2018) van de Echo Klassik – Deutscher Musikpreis 2018 wordt gepresenteerd op de website van de Deutsche Musikpreis. Er zit geen musicoloog, geen muziekcriticus en geen bekende actieve muzikant in de jury.

### Activiteiten
De vereniging was initiatiefnemer en organisator van de popmuziekprijs Echo, die van 1992 tot 2018 jaarlijks in verschillende categorieën werd uitgereikt. De Deutsche Phono-Akademie kende de prijs voor jong talent zelf toe aan bijzonder veelbelovende jonge artiesten, ongeacht de verkoopcijfers. Echo Jazz en Echo Klassik Awards werden ook uitgereikt op aparte evenementen. Van 1974 tot 1992 was er de prijs van de Deutsche Phono-Akademie, uitgereikt in verschillende categorieën, met een jaarlijks festival van de prijswinnaars.
Met de SchoolTour heeft de academie samen met het Bundeszentrale für politische Bildung een modelproject muziekeducatie gecreëerd waarin jongeren - vooral op middelbare en brede scholen - vertrouwd worden gemaakt met muziekproducties en hun sociaal-politieke achtergrond. Ze schrijven teksten en componeren hun eigen liedjes (tot en met de productie van een cd) en bespreken culturele, economische en sociale achtergronden. Ze worden daarbij begeleid door prominente muzikanten en vertegenwoordigers van de muziekindustrie. Vanaf 2007 waren dit Dieter Gorny, Gerd Gebhardt, Mousse T., Roachford, Die Prinzen, Kurtis Blow en T.M. Stevens. Partners van dit project zijn ook GEMA en GVL.